# Tiên tri giả

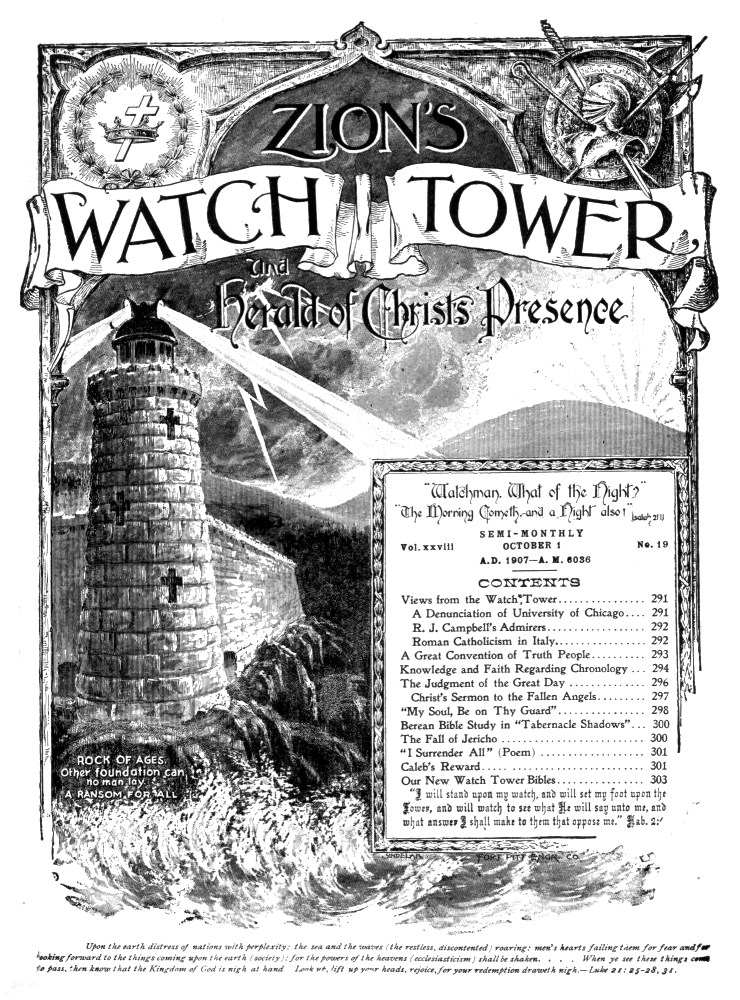
Những tiên tri của Charles Taze Russell đăng trên Tạp chí Tháp canh Si-ôn (Zion's Watch Tower) của giáo phái Chứng nhân Giê-hô-va. Văn Phẩm Tháp Canh (The Watchtower Bible and Tract Society) đối với những tín nhân của Chứng nhân JHW thì có thẩm quyền ngang bằng với Kinh Thánh

Tiên tri giả (False prophet) hay còn gọi là Ngụy tiên tri (Pseudoprophet) là những người có lời tiên tri (dự ngôn) hay đưa ra tuyên bố sai lạc về sự tiên tri hoặc Khải huyền hoặc tự ý nói thay lời cho Chúa hoặc người đưa ra những tuyên ngôn như vậy vì mục đích xấu xa, hắc ám, hiện thân của ác quỷ. Thông thường, một người nào đó được một số người coi là "nhà tiên tri" thực thụ thì đồng thời cũng bị những người khác coi là "nhà tiên tri giả", ngay cả trong cùng một tôn giáo với "nhà tiên tri" hay những vị ngôn sứ được nhắc đến. Theo nghĩa rộng hơn, đó là bất kỳ ai tuyên bố có mối liên hệ đặc biệt với vị thần và coi mình là nguồn gốc thần thánh, với tư cách là người có thẩm quyền tâm linh, nhà thuyết giáo hoặc giáo sĩ. Tương tự, thuật ngữ này đôi khi được áp dụng bên ngoài tôn giáo để mô tả một tín nhân sùng mộ ủng hộ một một giáo thuyết mà người nói cho là sai lạc. Tiên tri giả trở thành người phát ngôn cho ma quỷ, đến với Kinh Thánh nhưng chối bỏ lẽ thật và yêu mến những sự dối trá. Thuyết Mạt thế Cơ Đốc giáo (Christian eschatology) bắt nguồn từ đời sống và việc rao giảng về Chúa Giêsu (Mục vụ của Chúa Giêsu) thường là chủ đề của những tiên tri, dự ngôn sau này về sự tận thế và sự tái lâm của Chúa Jesus. Khi còn ở trần gian, qua các môn đệ, Chúa Giê-xu cho biết những dấu hiệu ngày Chúa đến, cơn đại nạn và ngày tận thế qua lời Chúa phán mà không tin sự suy luận, tính toán của con người để xác định ngày Chúa tái lâm.
Xuyên suốt nội dung Tân Ước và một số các tác phẩm Ngụy thư Kitô giáo đầu tiên (Tân Ước ngụy thư) thì chính Chúa Giêsu đã cảnh báo nhiều lần đến các môn đệ của Chúa Giêsu và các tông đồ của Chúa Giêsu đối với cả vấn đề tiên tri giả mạo và Đấng cứu thế giả danh (False Messia), các tín đồ cũng thường xuyên được yêu cầu cảnh giác với những đối tượng này và luôn luôn đề cao cảnh giác về việc này. Kinh Qur'an tuyên xưng rằng nhà tiên tri Muhammad là nhà tiên tri duy nhất và là vị ngôn sứ cuối cùng (Khatam an-Nabiyyin), tuyên bố này được những tín đồ Hồi giáo chính thống dòng Sunni và dòng Shīʿa hiểu rằng nó có nghĩa là bất kỳ ai tự nhận mình là nhà tiên tri mới sau Muhammad thì đều là nhà tiên tri giả. Một trong những nhận biết tiên tri thật của Cơ Đốc giáo là căn cứ vào lời Kinh Thánh khi Chúa Giê-xu phán: "Các con nhận biết họ nhờ bông trái của họ..." (Ma-thi-ơ 7:16). Kinh Thánh cho biết bông trái của tiên tri là sự ứng nghiệm của lời tiên tri: "Anh em có thể thắc mắc trong long là làm sao chúng ta nhận biết được lời nào là lời Đức Giê-hô-va không phán? Khi có một kẻ tiên tri nhân danh Đức Giê-hô-va mà nói, nhưng lời người đó nói không xảy đến và không ứng nghiệm thì đó không phải là lời mà Đức Giê-hô-va đã phán. Kẻ tiên tri đó đã nói cách tự phụ, anh em chớ sợ người ấy'" (Phục Truyền Luật Lệ Ký 18:21-22).

## Các tôn giáo

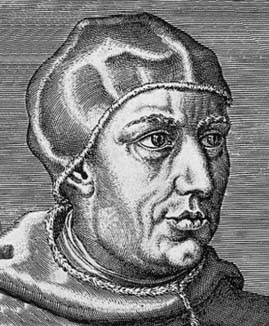
Nhà tiên tri giả Michael Stifel

Một số tín hữu Trùng tẩy phái (Anabaptist) đầu thế kỷ XVI tin rằng ngày tận thế ngàn năm sẽ xảy ra vào năm 1533, một số khác cho biết: "Khi lời tiên tri thất bại, những người theo thuyết trùng tẩy phái Anabaptist trở nên sốt sắng hơn và tuyên bố rằng hai nhân chứng (Enoch và Elijah) đã đến dưới hình dạng Jan Matthys và Jan Bockelson và họ sẽ lập ra New Jerusalem ở Münster đã trở thành một chế độ độc tài đáng sợ dưới sự kiểm soát của Bockelson". Năm 1525, sau khi Martin Luther (một cựu tu sĩ) kết hôn với Katharina von Bora (một cựu nữ tu) cựu thù của ông nói rằng con cháu của họ sẽ thực hiện một truyền thống cũ rằng những kẻ phản kitô sẽ là con cái từ một sự kết hợp như vậy. Học giả và nhà thần học Công giáo Erasmus nhận xét rằng truyền thống này có thể áp dụng cho hàng nghìn đứa trẻ như vậy. Một trường hợp khác là mục sư người Đức Michael Stifel đã tiên đoán về ngày tận thế vào năm 1533 và do đó dẫn đến chuyện ông này đã phải mất chức Mục vụ trưởng mà sau đó đã được nhà lãnh đạo Tin lành Philip Melanchthon giao đảm nhiệm một vị trí khác.
Joseph Smith người sáng lập đức tin Mặc Môn giáo đã đưa ra hàng chục lời tiên tri trong suốt cuộc đời của mình, nhiều lời tiên tri trong số đó đã được ghi lại trong các văn bản thiêng liêng của đức tin Mặc Môn là sách Mặc Môn. Những lời tiên tri bao gồm những lời tiên đoán có mục đích về nội chiến Hoa Kỳ, sự tái lâm của Chúa Giê-su và một số lời tiên đoán ít quan trọng hơn. Một số nhà biện hộ của Nhà thờ LDS trích dẫn những lời tiên tri mà họ cho là đã trở thành sự thật còn những người chỉ trích Hội thánh thì trích dẫn những lời tiên tri mà họ cho rằng đã không thành hiện thực. Vào cuối những năm 1990 đã xuất hiện phong trào giải mã Kinh Thánh thông qua nhận biết ý nghĩa của những con số và các số liệu trong Kinh Thánh, khởi xướng từ tác phẩm "Mật mã Kinh Thánh" (Bible Code) do cựu nhà báo Michael Drosnin xuất bản năm 1997. Vài học giả Kinh Thánh đã ủng hộ phương pháp giải nghĩa những lời tiên tri của ông Michael Drosnin nhưng đa số đều cho rằng phương pháp đó là không hợp lý. Một trong những phát hiện của ông Michael Drosnin là một vật thể trong vũ trụ sẽ lao vào trái đất năm 2012, lịch của người Maya cũng xác định năm tận thế là năm 2012 nhưng các tín nhân Cơ Đốc phân biệt giữa một giả thiết với một lời tiên tri khi lời tiên tri được mặc khải, thị kiến từ Kinh Thánh.

## Chứng nhân Giê-hô-va

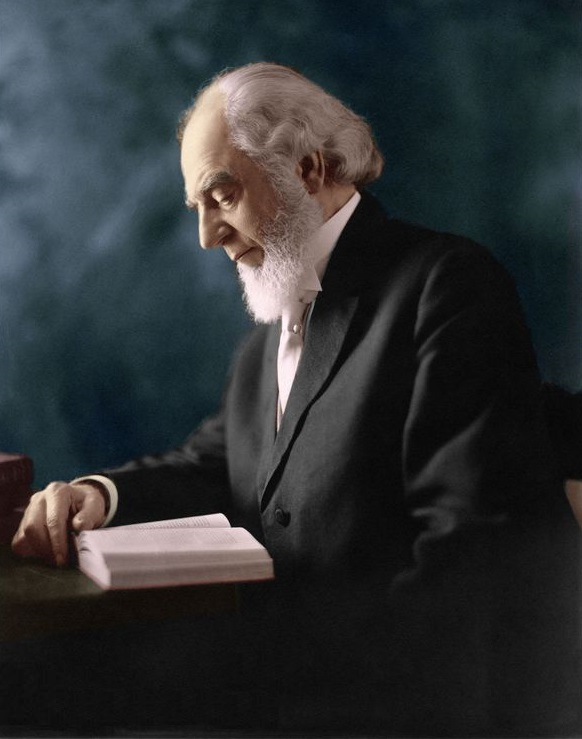
Ông Charles Taze Russell chủ bút của tạp chí Tháp canh đã có những tiên tri không thành hiện thực vào các năm 1874, năm 1875, năm 1878, năm 1914 nhưng những sự kiện đó đã không xảy ra và khiến cho ông Russell thất vọng

Charles Taze Russell vị Chủ tịch đầu tiên của Hiệp hội Tháp canh (Watch Tower Society/Watch Tower Bible and Tract Society of Pennsylvania) đã tính toán rằng năm 1874 là năm Ngày tái lâm của Đấng Christ và dạy rằng Đấng Christ vô hình hiện diện và cai trị từ trên trời kể từ năm đó. Russell tuyên bố sự trở lại vô hình của Chúa vào năm 1874, sự phục sinh của các thánh vào năm 1875, và dự đoán sự kết thúc của "mùa thu hoạch" của các vị thánh lên thiên đàng vào năm 1878, và sự kết thúc cuối cùng của "ngày thịnh nộ" vào năm 1914. Năm 1874 được coi là năm kết thúc 6.000 năm lịch sử loài người và bắt đầu sự phán xét của Chúa Kitô Một ấn phẩm của Hiệp hội Tháp Canh năm 1917 tiên đoán rằng vào năm 1918, Đức Chúa Trời sẽ bắt đầu hủy diệt các hội thánh và hàng triệu tín đồ của họ và các nhân vật trong Kinh thánh như Abraham, Isaac, Jacob và David sẽ được hồi sinh thành các vị "hoàng tử".
Ông Charles Taze Russell lập nhóm Cơ Đốc phục lâm năm 1869 dạy rằng Chúa Jesus đã trở lại thế gian và cai trị vô hình vào năm 1874, họ tin rằng các tín nhân sẽ được cất lên để ở cùng với Chúa Jesus ba năm sau vào mùa xuân năm 1878 nhưng sự kiện đó đã không xảy ra và kiến cho ông Russell thất vọng, nhưng tuy thế ông vẫn tin chúa Jesus vẫn trở lại một cách vô hình vào năm 1874. Năm 1886, ông Russell dự báo chiến tranh tận thế sẽ xảy ra vào năm 1914 nhưng sự kiện đó đã không xảy ra có nghĩa là lời tiên tri giả khiến tinh thần những người theo ông bị suy sụp. Sau đó ông Franklin Rutherford lên làm lãnh đạo Hội Tháp Canh và dự báo ngày tận thế xảy ra vào năm 1925 nhưng một lần nữa thì lời tiên tri này lại sai lạc. Sau đó tổ chức này lại dự báo năm 1975 là ngày tận thế nhưng một lần nữa thì lời tiên tri đó lại sai lạc, không thành sự thật, họ giải thích rằng lý do không tận thế vì các tín nhân cá nhân họ đã mong đợi điều gì đó đã xảy ra, vì họ mong đợi ngày tận thế xảy ra vì thế nó đã không xảy ra.
Joseph Franklin Rutherford tiên đoán rằng Thuyết Thiên niên kỷ sẽ bắt đầu vào năm 1925 và Hội Tháp Canh đã triển khai mua bất động sản và xây nhà, Beth Sarim ở California. Bắt đầu từ năm 1966, những tuyên bố trong ấn phẩm của Nhân Chứng Giê-hô-va do Hội Tháp canh (Watch Tower Society) xuất bản đã làm dấy lên những kỳ vọng mạnh mẽ rằng trận chiến Armageddon có thể xảy ra vào năm 1975. Năm 1974, Nhân Chứng Giê-hô-va được khích lệ vì đã bán nhà và tài sản của họ để nhóm lại làm chứng cho sự "kết thúc cuộc đời còn lại ở thế gian"" trong việc rao giảng trọn đời. Năm 1976, tạp chí Tháp canh khuyên những người từng "thất vọng" vì những kỳ vọng không được thực hiện vào năm 1975 nên điều chỉnh quan điểm tiếp cận của mình vì cách hiểu rằng những tiên tri đó "dựa trên những tiền đề sai lầm". Bốn năm sau, Hội Tháp Canh thừa nhận trách nhiệm của mình trong việc tạo dựng niềm hy vọng cho ngày tận thế năm 1975. Đồng thời, sau những biến cố xảy ra, về phía Giáo hội của họ cũng cải cách các giáo lý của mình cho phù hợp với tình hình thực tế từ đó, giáo phái Chứng nhân Giê-hô-va đã có những bước phát triển cụ thể, thu hút được nhiều tín nhân ở Mỹ tham gia và phát triển với tốc độ nhanh, lan rộng ra nhiều quốc gia. Nathan H. Knorr đã thành lập nhiều cơ sở kinh tài và Trường huấn luyện nhân sự, các cơ sở kinh tế đem lại công việc làm ăn cho tín hữu, tài chính dồi dào cho hội và có nhiều tín hữu được huấn luyện ra đi truyền giáo.

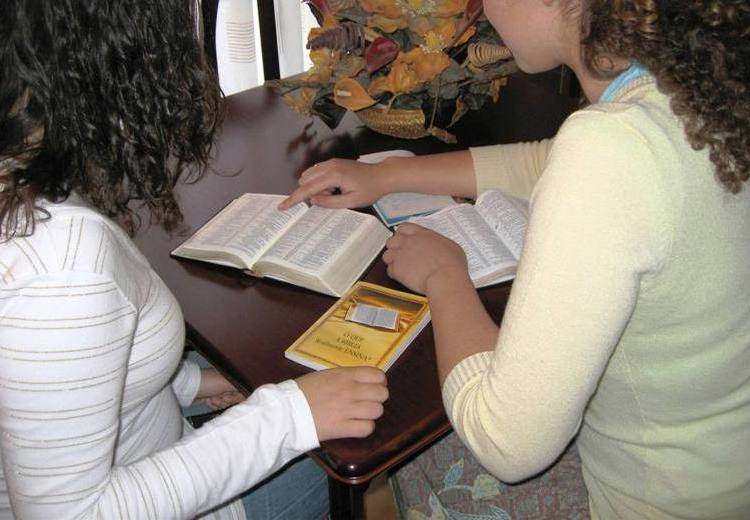
Tín nhân của Nhân chứng Giê-hô-va đang đọc Kinh Thánh (Bản dịch Kinh Thánh Thế Giới Mới)

Năm 1916, luật sư Joseph Franklin Rutherford tuyên bố mình là chứng nhân cuối cùng của Đức Giê-hô-va cho mọi dân tộc và đổi tên giáo phái là Chứng nhân Giê-hô-va. Cuốn "The Finished Mystery" (Bí Ẩn Sau Cùng) được ấn hành năm 1917, khi các điểm chính yếu về thần học của giáo phái này thay đổi, cơ quan "The Watchtower" (Tháp Canh) rầm rĩ công bố những tiên đoán ma về ngày giờ Ðức Kitô tái giáng lâm. Tạp chí Tháp canh (The Watchtower) đã có nhiều mâu thuẫn trong các điểm thần học mới của họ và cũng không thể giải thích được những tiên đoán sai lầm trong sách của giáo chủ Russell. Nhóm lãnh đạo Chứng Nhân Giêhôva đã thu hồi tất cả các sách trong bộ "Studies in the Scriptures" (Khảo học Kinh thánh). Hầu hết các người Chứng Nhân Giêhôva không biết đến bộ sách này. Trong bộ Khảo học Kinh thánh, Charles Taze Russell giải thích Kim tự tháp của Ai-cập là những lời tiên tri trên đá, ông tổng hợp các biến cố lịch sử và chiều dài của hành lang trong Kim tự tháp để đi đến kết luận rằng Chúa sẽ tái lâm vào năm 1874.
Theo thần học của Chứng nhân Giê-hô-va thì tất cả những điều tận thế được cho là xảy ra tại Armageddon (Ha-ma-ghê-đôn), "những người giống như chiên" là những người đàn ông như Nô-ê, Gióp, Áp-ra-ham, Môi-se, Đa-ni-ên, Giê-rê-mi và những người phụ nữ chung thủy như Ru-tơ, An-ne, Na-ô-mi và Ra-háp sẽ đi vào cuộc sống vĩnh cửu ngay sau Ha-ma-ghê-đôn. Thần học Chứng nhân Giê-hô-va tuyên bố rằng "những người sống sót qua Ha-ma-ghê-đôn sẽ không nhận được sự sống đời đời ngay lập tức. Tên của họ sẽ vẫn được viết trong cuốn sách cuộc đời bằng bút chì. Trong Triều Đại Một Ngàn Năm, Chúa Giê-su "sẽ chăn dắt và dẫn họ đến những suối nước sự sống". Những ai tích cực hưởng ứng sự hướng dẫn của Đấng Jesus và cuối cùng được xét là trung thành với Đức Giê-hô-va sẽ vĩnh viễn được ghi tên vào sách sự sống. Theo các Nhân Chứng, Ngày Phán Xét là triều đại ngàn năm của Đấng Jesus. Theo thần học của Tháp Canh thì "Kinh thánh nói về hai nhóm người sẽ được sống lại với triển vọng sống đời đời trên đất, đó là "người ngay chính" (công chính) và "người bất chính" (thiếu ngay chính). Những người bất chính chỉ có thể được phục sinh trên trái đất chứ không phải trên trời (Cô-rinh-tô 15:50). Một cho sự sống và một cho sự phán xét. Niềm tin rằng không có hai lần sống lại mà là ba lần. Hai người công chính và một người bất chính. Trong hai sự sống lại của người công chính, có hai loại người công chính. Có những người mà sự công bình của họ dẫn đến sự sống vĩnh cửu khi họ sống lại và những người thuộc loại công bình, họ đã được Chúa phán xét là công bình sau khi chết.

## Cơ đốc Phục lâm

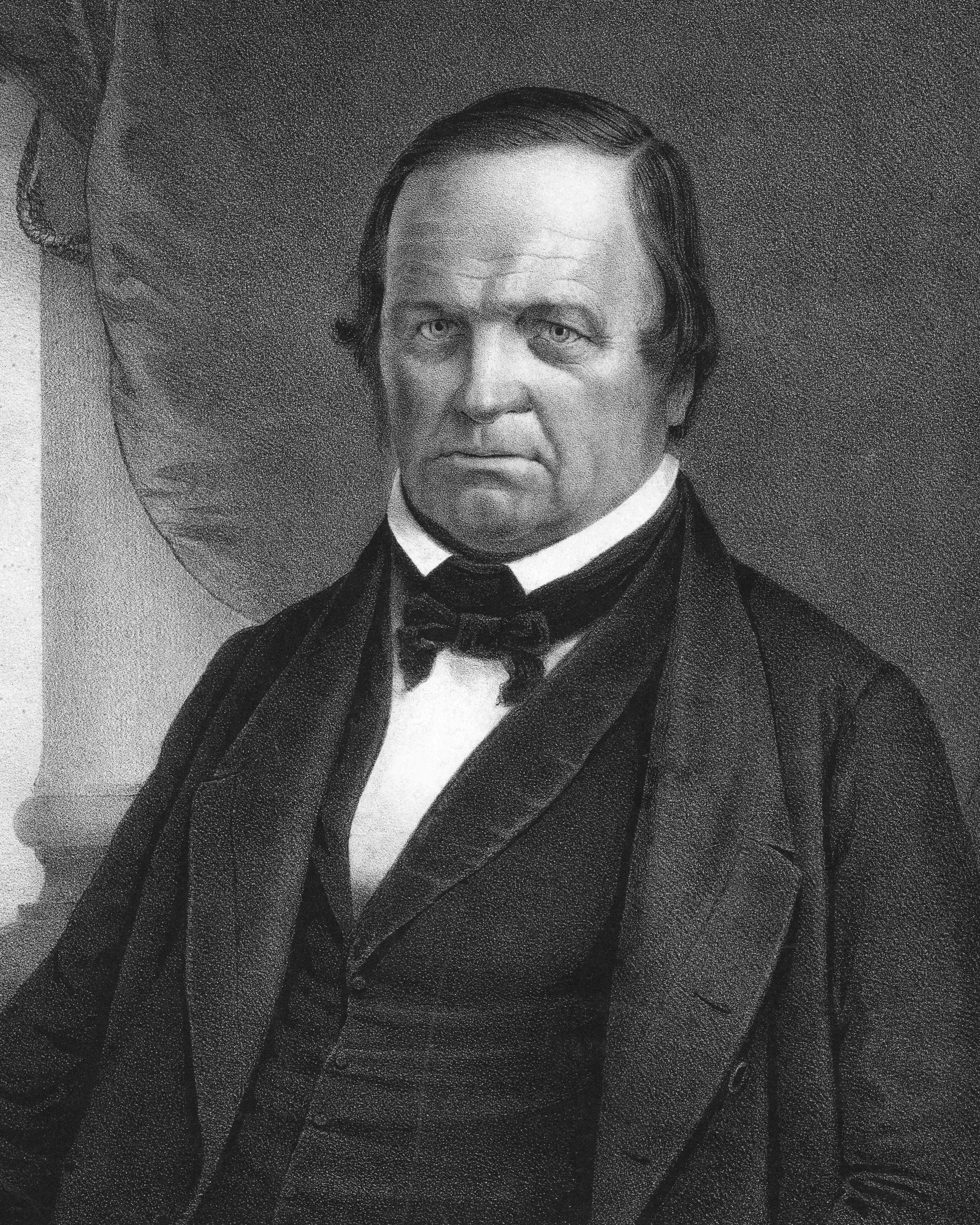
Ông William Miller đã đưa ra lời tiên tri về sự kiện chúa tái lâm vào năm 1844 nhưng sự kiện này đã không xảy gây nên sự Đại thất vọng

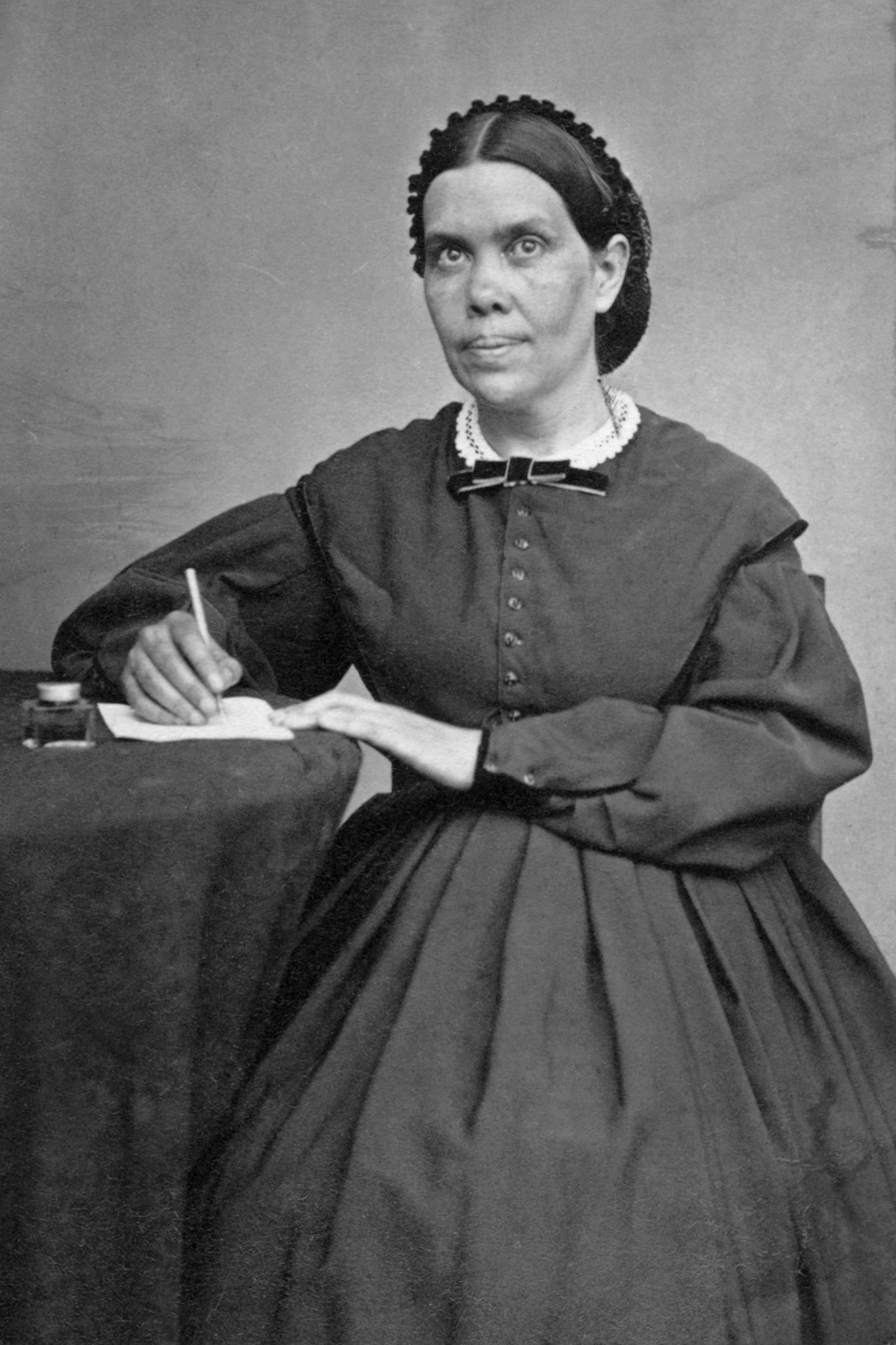
Bà Ellen White là tiên tri của tín nhân Cơ đốc Phục lâm An thất nhật với những khải tượng và lời Linh tiên tri

Giáo phái Cơ Đốc Phục Lâm có nguồn gốc từ Thuyết tái Lâm vốn là một phong trào Phục lâm ở thế kỷ XIX dự đoán sự sắp xuất hiện (hoặc tái Lâm) của Chúa Giê-su và Giáo hội được chính thức thành lập vào năm 1863 có nguồn gốc từ những lời dạy của nhà truyền giáo William Miller. Những người Cơ Đốc Phục Lâm còn được gọi là phái Miller (Millerites) vì nhóm của họ được William Miller thành lập Lần đầu tiên ông William Miller dự đoán rằng Sự Tái lâm của Chúa Kitô sẽ xảy ra trước ngày 21 tháng 3 năm 1844. Khi ngày đó trôi qua, ông sửa đổi dự đoán của mình thành ngày 18 tháng 4 năm 1844. Sau khi ngày đó cũng trôi qua, một tín nhân phái Millerite khác là Samuel S. Snow đã tiên tri cột mốc này lấy ngày 22 tháng 10 năm 1844. Khi lời tiên đoán của Miller về sự tái Lâm của Đấng Ki-tô không thành hiện thực, những thành viên phái Miller đã tan rã trong sự thất vọng và sự kiện này được gọi là "Sự thất vọng lớn" (Great Disappointment) hay sự Đại Thất vọng. Sau đó những người theo phái Miller đã tuyên bố có khải tượng để giải thích cho lời tiên tri thất bại này, theo đó, thay vì đến trái đất, Chúa Giê-su đã vào đền thờ ở trên trời, và do đó lời tiên tri của ông Miller đã ứng nghiệm, và nó có sự ứng nghiệm trong lĩnh vực thuộc linh (tâm linh) thay vì thuộc thể (hiện diện vật chất).
Một trong những nhà tiên kiến đã bảo vệ cho ông Miller là Ellen G. Harmon lúc này mới 17 tuổi là người có khải tượng đầu tiên trong số 2.000 khải tượng có mục đích trong một buổi nhóm cầu nguyện ngay sau khi Miller bị thất sủng. Cô Ellen sớm trở thành tia sáng hy vọng cho những tín nhân phái Millerites tan vỡ mộng. Vào ngày 27 tháng 5 năm 1856, nhà tiên tri nữ Ellen White của Hội thánh Cơ Đốc Phục Lâm đã viết ra những lời linh tiên tri. Cô đã thống nhất các phe phái Cơ Đốc Phục Lâm và trở thành người hướng dẫn tinh thần cho một nhóm tôn giáo mới. Năm 1846, Ellen kết hôn với James White cũng là một nhà thuyết giáo Cơ Đốc Phục Lâm. Chẳng bao lâu họ tin rằng việc giữ ngày Sa-bát là dành cho tất cả các Cơ đốc nhân. Năm 1847, Ellen White đã có một khải tượng khác khẳng định niềm tin mới của bà rằng việc giữ ngày Sa-bát là một học thuyết chính. Bà White cho biết bà được đem lên thiên đàng, nhận lãnh chỉ thị và khải tượng từ Chúa để thành lập Giáo Hội Cơ đốc Phục Lâm An, bà tự xem mình là nữ tiên tri của Đức Chúa Trời và tín đồ Cơ-đốc Phục Lâm chấp nhận vai trò nữ tiên tri của bà. Ellen G. White có nhiều khải tượng và tác phẩm thị kiến, bà là một nhà văn đã định hình rất nhiều cho tín lý Cơ đốc Phục lâm An thất nhật.
Ngày nay, hầu hết những người theo Cơ Đốc Phục Lâm vẫn coi Ellen White là một nữ tiên tri của Đức Chúa Trời, mặc dù nhiều lời tiên tri của bà đã không thành hiện thực. Những người theo thuyết Cơ Đốc Phục Lâm dưới ảnh hưởng của Ellen G. White đã trở thành những Cơ Đốc Phục Lâm. Giáo lý này được hình thành từ "sự thất vọng lớn" (Great Disappointment), sự diễn giải lại Đa-ni-ên 8:14 và kết hợp khúc Kinh Thánh này với Lê-vi ký 16 để có một cách giải thích chữ "Linh tiên tri" chỉ về những bài viết của bà Ellen White vì những bài viết này được xem là khải thị thần cảm từ Đức Chúa Trời và các bài viết của bà Ellen White là những sứ điệp của Đức Chúa Trời cho Hội thánh còn sót lại và phải được đón nhận như các sứ đệp tiên tri ngày xưa, cách thức duy nhất để hiểu Kinh thánh đúng đắn là qua lời tiên tri của bà Ellen White: "Chính trên quan điểm ánh sáng của Linh Tiên tri mà mới xem xét vấn đề, vì tin rằng Linh tiên tri là người diễn giải duy nhất không sai lầm về các nguyên tắc của Kinh thánh, bởi chính Đấng Christ, thông qua phương tiện này, ban cho chúng ta hiểu ý nghĩa thực sự của Lời Ngài". Sự công nhận lời tiên tri của bà Ellen White là "Linh Tiên Tri" (tức là được thần cảm) khi chấp nhận những tín lý đó, họ xem mình là Hội Thánh Còn Sót Lại, hệ quả là tất cả Hội Thánh khác bị xem là "bội đạo", và chỉ có Giáo hội Cơ đốc Phục lâm mới trung thánh với đức tin và các điều răn của Đức Chúa Trời: "Hội Thánh phổ thông bao gồm tất cả những ai thực sự tin Đấng Christ, nhưng trong những ngày sau rốt, thời đại bội đạo lan rộng, một Hội Thánh còn sót lại được kêu gọi giữ các điều răn của Đức Chúa Trời và đức tin nơi Chúa Giê-xu".

## Ngày Chúa đến
Harold Camping người lãnh đạo của Family Radio (Chương trình Phát thanh Gia đình) tuyên bố rằng ngày tận thế và Ngày phán xét sẽ diễn ra vào ngày 21 tháng 5 năm 2011 và khẳng định ông đã dùng Kinh thánh để tính toán đưa ra những tuyên bố này. Chương trình Phát thanh Gia đình được thành lập từ ý tưởng của ông Richard Palmquist, Family Rađio là một tổ chức Cơ Đốc Truyền giáo không hệ phái, bất vụ lợi, có chương trình Phát thanh quốc tế qua làn sóng ngắn và trên mạng lưới điện toán.  Trong cuộc phỏng vấn trên đài phát thanh năm 2010, ông Camping tuyên bố ngày 21 tháng 5 năm 2011 là ngày phán xét. Ông dự ngôn rằng sự tận thế sẽ diễn ra lúc 6 giờ chiều theo giờ địa phương. Sau khi dự đoán đó không thành hiện thực, ông Camping tuyên bố rằng sẽ xảy ra sự cất lên (Rapture) vào ngày 21 tháng 10 năm 2011. Harold Camping chế giễu những người tin rằng thế giới sẽ chấm dứt vào năm 2012, ông cho rằng việc xác định năm 2012 không liên quan đến Kinh Thánh và cho rằng chuyện đó là chuyện hoang đường vì theo tính toán của ông thì sự chung cuộc (ngày sau rốt) thật sự sẽ xảy ra trong năm 2011. Trong năm 2010, đài phát thanh Family Radio dẫn lời ông Camping tuyên bố rằng thế giới sẽ kết thúc vào ngày 21 tháng 5 năm 2011, những chủ trương về ngày phán xét cũng được phổ biến rộng rãi trong cộng đồng Cơ đốc. 

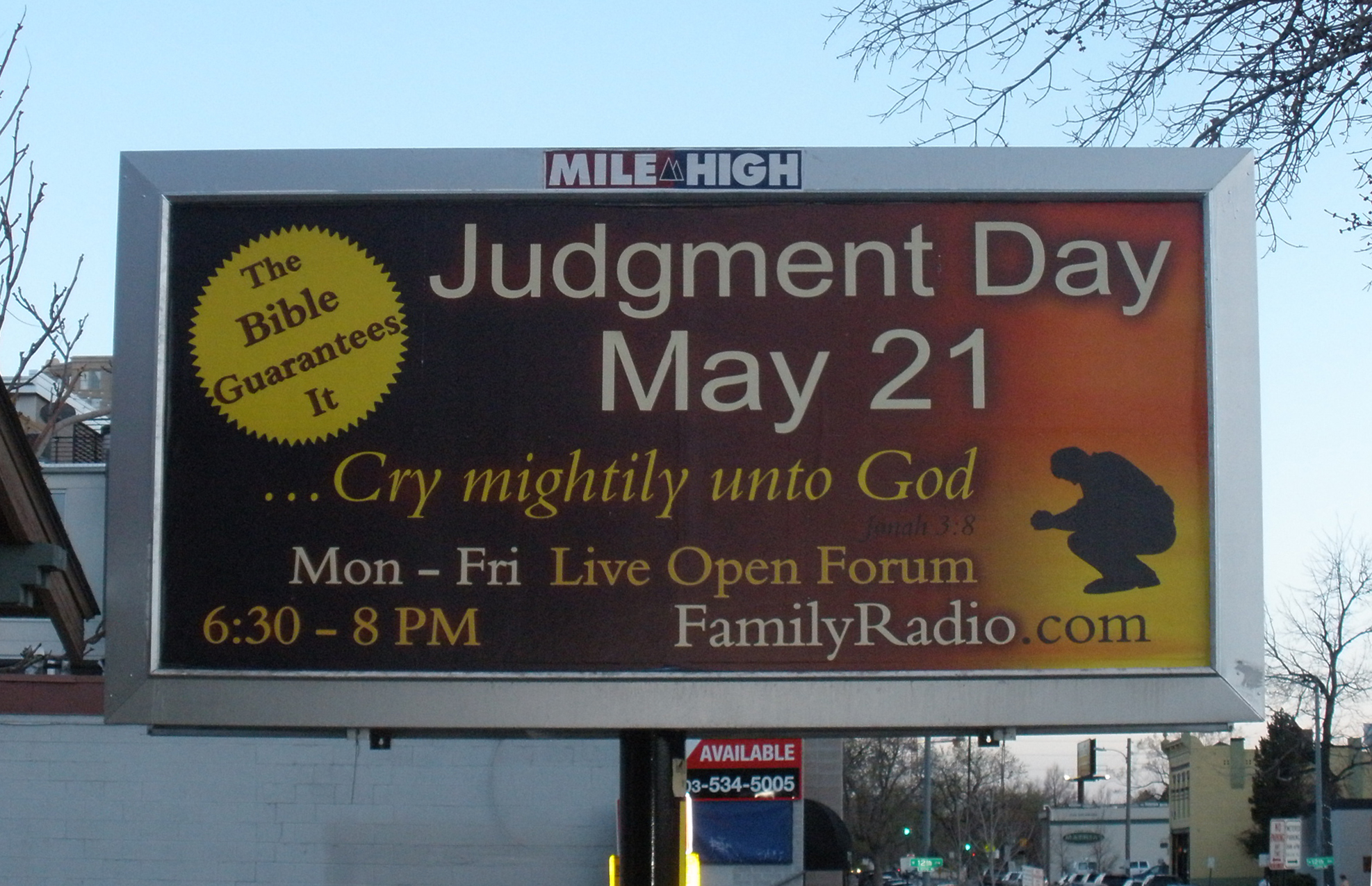
Biểu ngữ về ngày Tận thế là ngày 21 tháng 5 năm 2011 (bằng tiếng Anh)

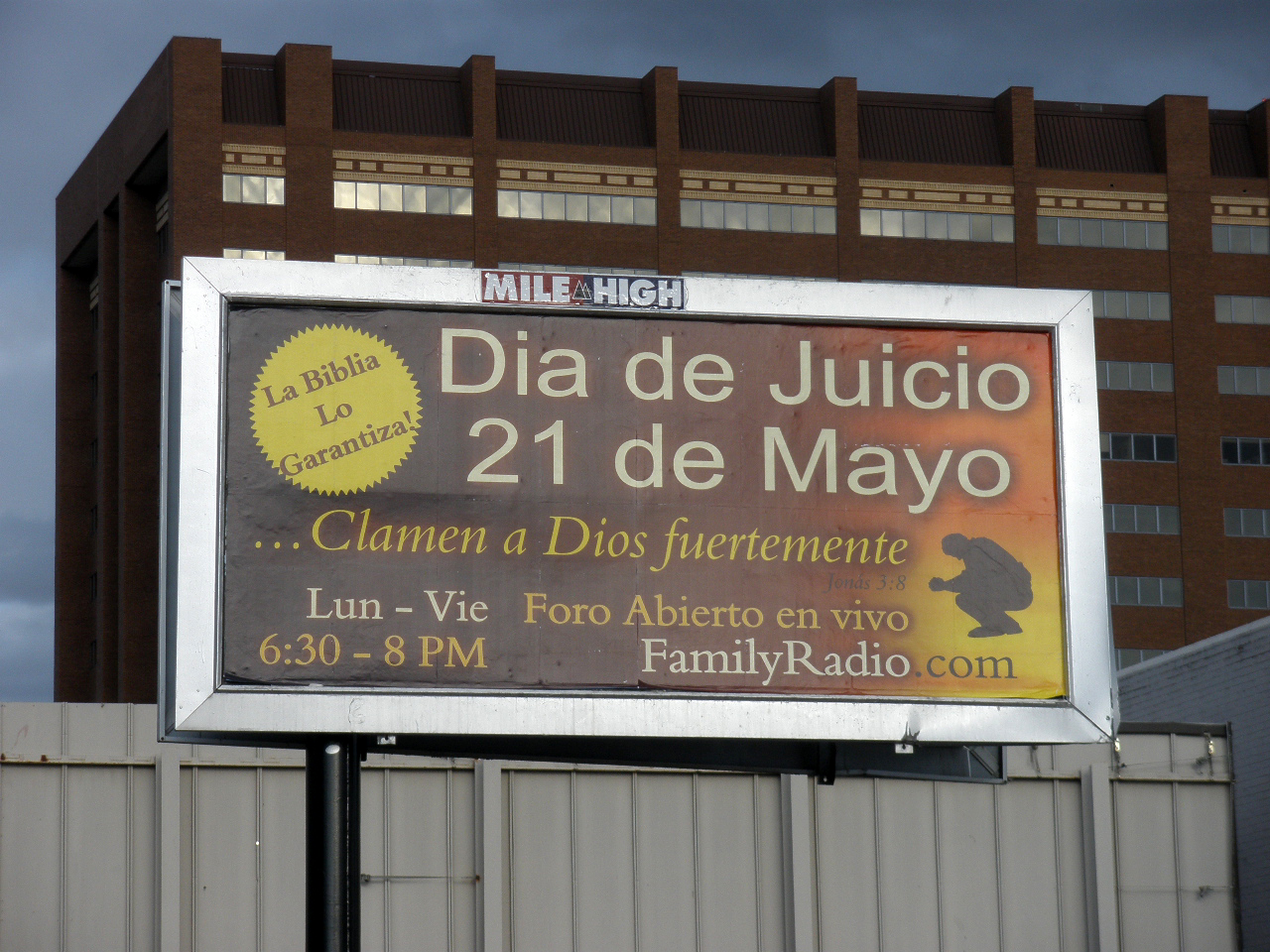
Biểu ngữ về ngày phán xét, ngày 21 tháng 5 năm 2011 (bằng tiếng Tây Ban Nha)

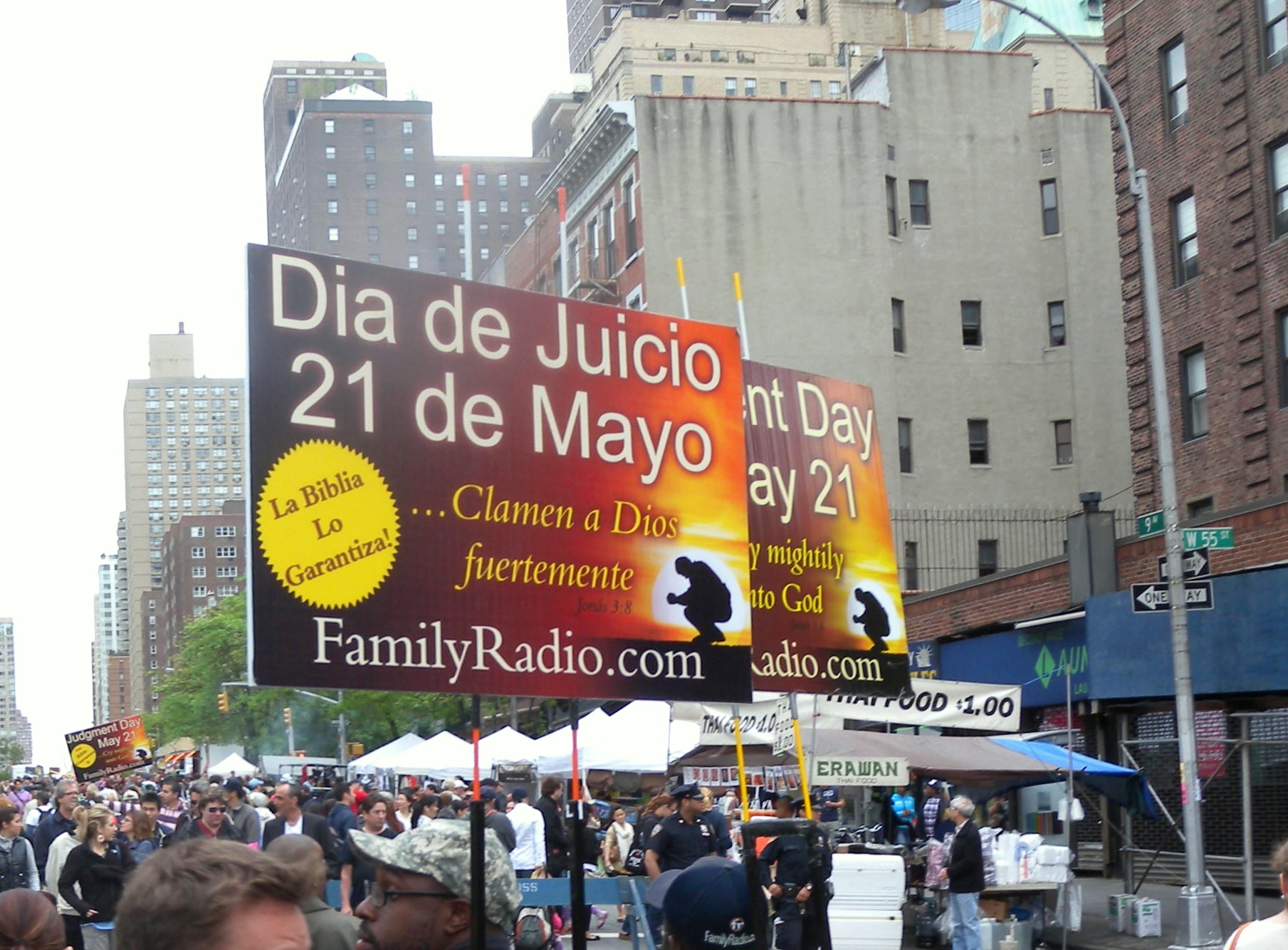
Quảng bá về Ngày tận thế ngày 21 tháng 5 năm 2011 của Chương trình phát thanh gia đình (Family Radio)

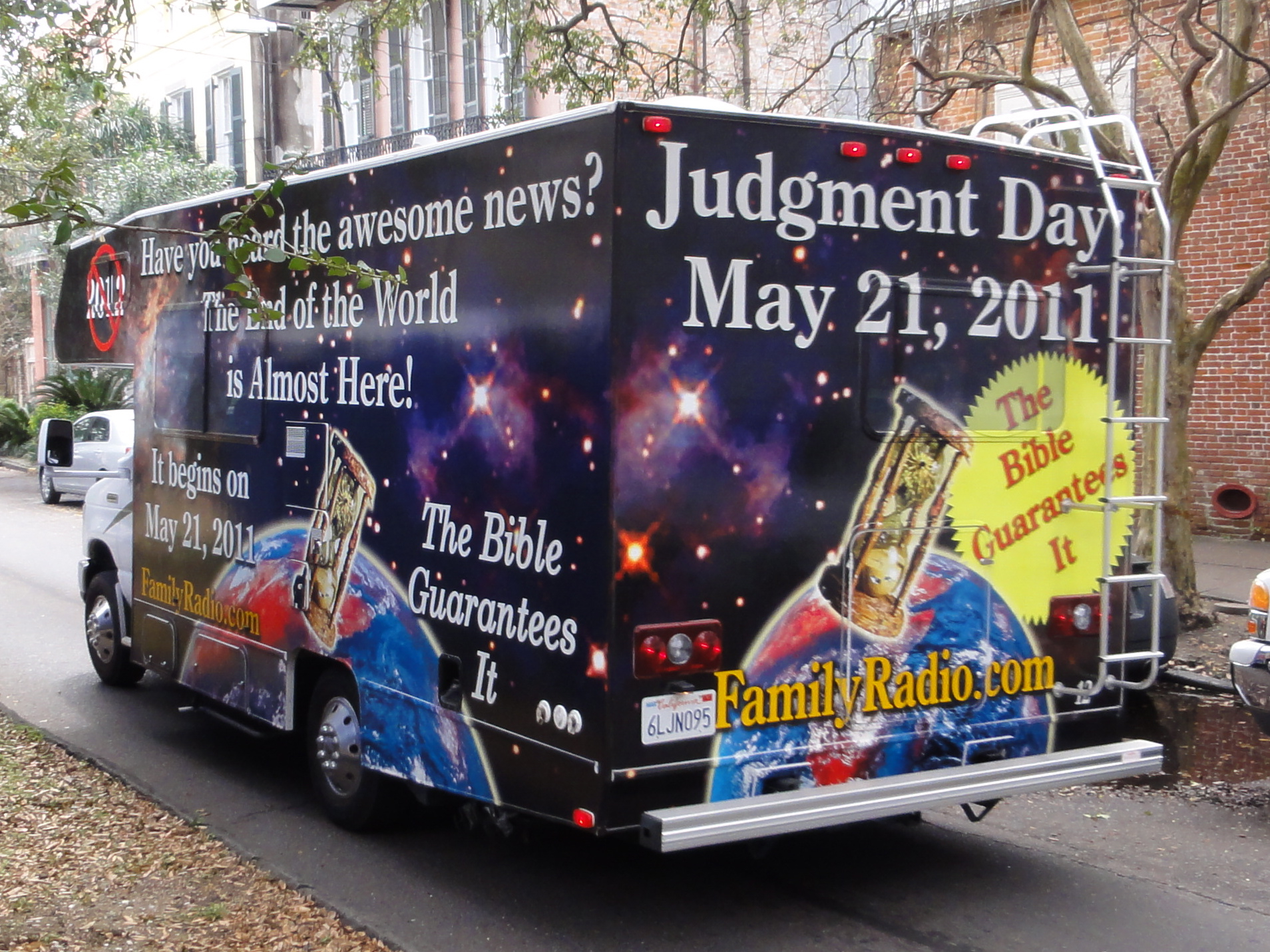
Xe Bus ở New Orleans với dòng chữ Ngày phán xét năm 2011 (bằng tiếng Anh)

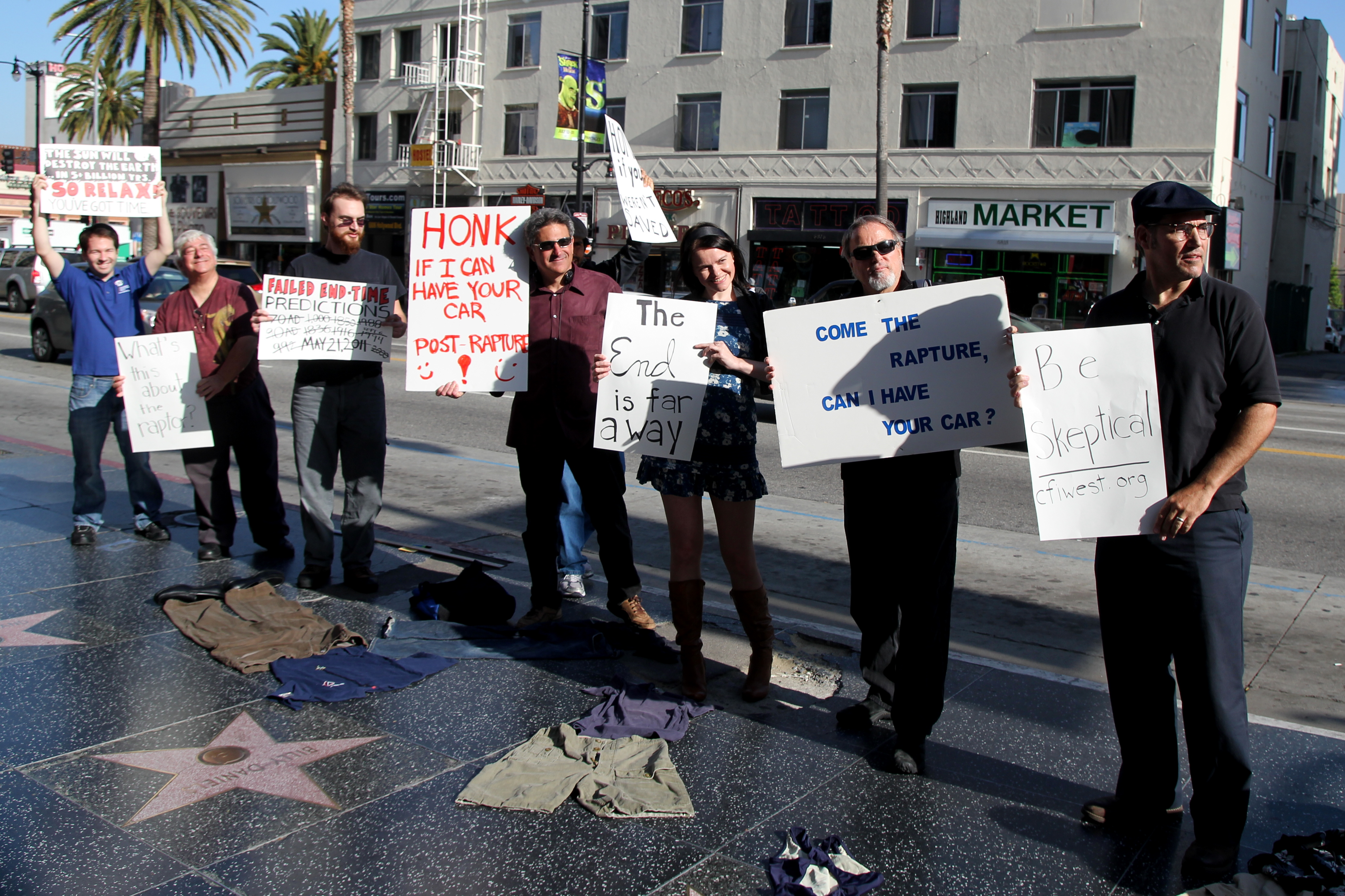
Những tín nhân của thuyết Ngày chúa đến đang diễn hành trên đường về sự hân hỉ

Đây không phải là lần đầu tiên ông Camping tuyên bố về ngày tái lâm. Năm 1992, trong quyển sách "1994?" ông tuyên bố Chúa Jesus sẽ tái lâm trong khoảng 15 tháng 9 năm 1994 đến 27 tháng 9 năm 1994. Sau đó ông lần lần dời ngày vì sự việc ông tiên tri không diễn ra. Ngày 6 tháng 9 năm 1994, những người tin lời ông Camping nhóm lại trong tòa nhà Alameda's Veterans Memorial để chờ đợi Chúa trở lại, họ dẫn theo con cái, ăn mặc đẹp đẽ, mở Kinh Thánh và hướng lên trời nhưng rồi chẳng có gì xảy ra. Ông Camping thừa nhận là có thể ông ta nhầm lẫn trong tính toán. Những lần thay đổi về ngày Chúa tái lâm được ghi nhận là không diễn ra, đó ông lại tiên đoán thế giới sẽ kết thúc trước năm 2008 và năm 2010 ông lại công bố ngày 21 tháng 05 năm 2011 là Ngày Phán Xét. Trong hai quyển sách "We are Almost There!" (Chúng Ta Sắp Đến Đó) và "To God be the Glory", ông Camping chủ trương rằng ngày 21 tháng 05 năm 2011 là ngày Chúa tái lâm, còn ngày 21 tháng 10 năm 2011 là ngày tận thế. Ông Camping xác định những thời điểm quan trọng theo lịch sử Kinh Thánh.
Theo ông Camping thì năm 2011 cách ngày xảy ra trận Đại hồng thủy thời ông Nô-ê là 7000 năm, trận đại hồng thủy thời ông Nô-ê xảy ra vào năm 4990 trước Công nguyên và cách năm 2011 sau Công nguyên tròn 7000 năm. Sáng Thế Ký cho biết Đức Chúa Trời truyền cho ông Nô-ê và cả gia đình vào tàu 7 ngày trước khi trận đại hồng thủy diễn ra. Họ cho rằng 7 ngày là thời gian dành cho ông Nô-ê cảnh báo người thời đó hãy vào tàu để được an toàn. Kinh Thánh cho biết ngày 17 tháng 2 năm 600 vào đời Nô-ê, Đức Chúa Trời đóng cửa tàu lại và trận đại hồng thủy diễn ra (Sáng Thế Ký 7:10-12). Khoảng 5000 năm sau, Đức Chúa Trời dùng ông Phi-e-rơ nhắc lại sự kiện thế giới bị hủy diệt bằng trận đại hồng thủy đồng thời nhắc nhở rằng Đức Chúa Trời sẽ hủy diệt thế giới này bằng lửa: Thế gian bấy giờ cũng bị hủy phá như vậy, là bị chìm đắm bởi nước lụt. Nhưng trời đất thời bây giờ cũng là bởi lời ấy mà còn lại, và để dành cho lửa; lửa sẽ đốt nó đi trong ngày phán xét và hủy phá kẻ ác (Phi-e-rơ 3:6-7). Ông Camping đã dựa vào Phi-e-rơ để xác định 7000 năm sau khi phá hủy thế giới bằng nước lụt Chúa sẽ phá hủy thế giới bằng lửa. Theo cách tính toán và vận dụng Kinh Thánh của ông Camping thì năm 2011 là năm Chúa sẽ phán xét và hủy phá kẻ ác.
Ông dự đoán những chu kỳ này vào thời hiện đại và kết hợp kết quả với những thông tin khác trong Kinh thánh. Theo ông Camping thì giữa lần thứ nhất, tức là trận đại hồng thủy với lần thứ hai, tức là ngày phán xét và hủy phá có câu Kinh Thánh rằng: "Hỡi kẻ rất yêu dấu, chớ nên quên rằng ở trước mặt Chúa một ngày như ngàn năm, ngàn năm như một ngày" (Phi-e-rơ 3:8). Kết hợp giữa Phi-e-rơ với Sáng Thế Ký: "Vì còn bảy ngày nữa, ta sẽ làm mưa xuống mặt đất, trong bốn mươi ngày và bốn mươi đêm; ta sẽ tuyệt diệt khỏi đất hết các loài của ta đã dựng nên" (Sáng Thế Ký 7:4). Sau bảy ngày, nước lụt xảy có trên mặt đất nhằm năm 600 của đời Nô-ê, tháng 2, ngày 17, và chính cái ngày đó thì các nguồn của vực lớn nổ ra, và các đập trên trời mở xuống (Sáng Thế Ký 7:10-11), từ đó ông Camping có những lập luận rằng câu "trước mặt Chúa một ngày như ngàn năm, ngàn năm như một ngày" và vào 7 ngày trong Sáng Thế Ký "còn bảy ngày nữa" thì 7 ngày sẽ tương ứng với 7000 năm. Đây là thời gian dành cho con người có cơ hội thoát khỏi sự đoán phạt bằng cách bước vào ân sủng của Chúa. Sau 7000 năm Đức Chúa Trời sẽ phán xét thế gian này bằng lửa huỷ diệt.
Nhưng có những học giả khác cho rằng trận đại hồng thủy thời ông Nô-ê xảy ra cách đây chưa đến 5000 năm, khoảng 4.336 năm mà không phải 7.000 năm. Lấy thời gian 7 ngày trước khi xảy ra trận đại hồng thủy rồi dùng làm mốc để cộng vào 7000 năm để tính ra năm Chúa tái lâm là vận dụng Kinh Thánh theo ý riêng là không có cơ sở. Ông Camping tuy là người say mê với những con số trong Kinh Thánh trong đó, số 2 tượng trưng cho những người rao giảng Phúc Âm, số 23 tượng trưng cho cơn thịnh nộ, số 43 tượng trưng cho sự phán xét, khi nhân lại thì sẽ bằng 1978. Qua con số 1978 thì Đức Chúa Trời nhấn mạnh ngày phán xét sẽ dành cho những người được giao nhiệm vụ đem Phúc Âm đến cho người khác (số 2), còn người không tin và người tin Chúa đều là mục tiêu của cơn thịnh nộ (số 23) và sự phán xét (số 43) của Đức Chúa Trời. Nhưng trong Kinh Thánh không chép về ngày Chúa tái lâm phải tính theo dãy số nên không thể dùng chuỗi (Sự chuộc tội -Sự trọn vẹn -Thiên đàng) bình phương để tính ngày Chúa tái lâm.
Trong cuốn sách "Chúng Ta Sắp Đến Đó" (We Are Almost There), ông Camping khẳng định rằng thời kỳ Hội Thánh chỉ kéo dài trong 1955 năm, Hội Thánh khai sinh vào ngày lễ Ngũ Tuần 22 tháng 05 năm 33 Sau Công nguyên. Thời kỳ của Hội Thánh đã chấm dứt trước ngày kỷ niệm lễ Ngũ Tuần 22 tháng 05 năm 1988. Ngày 21 tháng 05 năm 1988, Đức Chúa Trời đã hoàn thành sử dụng các Hội Thánh và các giáo hội trên thế giới. Đức Thánh Linh của Đức Chúa Trời được cất ra khỏi các nhà thờ và Sa-tan tội lỗi nhập vào nhà thờ để cai trị tại điểm đó trong thời gian. Kinh Thánh hé lộ rằng thời gian này khủng khiếp vì sự phán xét trong Hội Thánh kéo dài trong 23 năm. Một thời gian trước năm 1994, Đức Chúa Trời không còn sử dụng Hội Thánh để đại diện cho Nước Trời nữa. Vì thế năm hân hỉ 1994 là năm kinh khủng đối với Hội Thánh. Khắp thế giới, Chúa đã cứu vô số người, nhưng Hội Thánh ở dưới quyền cai trị của Sa-tan về phần thuộc linh. Chúa đã không còn sử dụng Hội Thánh để đại diện cho nước của Ngài. Tình trạng này cũng tương tự như năm 1877 Trước Công nguyên, khi vùng đất Ca-na-an ở dưới quyền cai trị của dân ngoại, và năm 587 Trước CN, khi xứ Giu-đê ở dưới quyền cai trị của vua Ba-by-lôn. Tuy nhiên, năm 1994 là năm hân hỉ, năm Đức Thánh Linh được ban xuống và một thời kỳ trọng đại cuối cùng của công cuộc truyền giảng diễn ra.
Nhưng các Hội Thánh địa phương được hình thành khắp nơi trên thế giới được tiêu biểu bởi đền thờ (Giê-ru-sa-lem). Chúa từng nói đến thời điểm đền thờ bị phá hủy, không còn hòn đá nào chồng trên hòn đá nào (Ma-thi-ơ 24:1-3) thì không có câu nào chép rằng đền thờ sẽ được xây dựng lại sau khi bị phá hủy, tức là Đức Chúa Trời chẳng sử dụng một Hội Thánh nào để rao giảng Phúc Âm cho thế giới. Với lập luận kiểu này thì ông Camping chủ trương Hội Thánh không còn giá trị, Đức Chúa Trời không còn dùng Hội Thánh nữa, Hội Thánh không còn đại diện cho Đức Chúa Trời và khuyên các tín hữu hãy ra khỏi Hội Thánh, các mục sư, các trưởng lão, các chấp sự hãy từ chức và người nắm lẽ thật là ông Camping, Cộng đồng duy nhất để các tín hữu nhóm lại là Family Radio. Nhưng chính vì tính toán theo năm mặt trời để suy ra những ngày, tháng, năm, trong Kinh Thánh, vì căn cứ vào ý nghĩa của những con số và chỉ căn cứ vào những câu Kinh Thánh phù hợp với lý luận của riêng mình mà ông Camping liên tục thay đổi ngày Chúa tái lâm bằng nhiều lý do để phân bua rằng Chúa dời ngày phán xét qua một ngày khác. Những người tin Chúa tái lâm ngày 21 tháng 05 năm 2011 thì có những quyết định khác nhau về những ngày còn sống trên trần gian như bán nhà để xài cho hết tiền, người khác thì tăng số nợ trong thẻ tín dụng vì tin rằng mình sẽ chẳng phải trả số nợ đó, những người trẻ thì quyết định không lập gia đình, hoặc ngược lại lập gia đình sớm hơn dự định, còn người có gia đình thì quyết định không sinh con. Sau cùng thì giúp ông ta có được lượng người theo dõi trên toàn cầu và hàng triệu đô la tiền quyên góp.